# Melchior Gieysz
Melchior Elijaszewicz Gieysz lub Heliaszowicz Geisz (lit.: Merkelis Elijaševičius Geišas, zm. 28 stycznia 1633), duchowny rzymskokatolicki.

## Życiorys
Święcenia przyjął w roku 1595. Był plebanem w Krożach, kustoszem wileńskim od 1616 roku. Pełnił funkcje kolejno: referendarza litewskiego, kanonika żmudzkiego i wikariusza generalnego diecezji żmudzkiej.
Od 1631 ordynariusz żmudzki. Był na sejmie elekcyjnym po śmierci Zygmunta III, był elektorem Władysława IV Wazy z Księstwa Żmudzkiego w 1632 roku, podpisał jego pacta conventa.